# Ама (уезд)
Ама (яп. 海部郡 ама-гун) — уезд в юго-западной части префектуры Айти, Япония.
По состоянию на 2023 год, население уезда составляет 75 075 человек, в уезде 33469 жилых домов.
В 1995 году население уезда составляло 250 025 человек.
На юге уезд выходит на залив Исе, эта часть является болотистой.
Ранее в уезд входили посёлки Сиппо, Мива и Дзимокудзи, но в 2010 году они были присоединены к городу Ама.

## Посёлки и сёла
- Каниэ
- Охару
- Тобисима